# Cytisus triflorus
Cytisus triflorus är en ärtväxtart som beskrevs av Jean-Baptiste de Lamarck. Cytisus triflorus ingår i släktet kvastginster, och familjen ärtväxter. Inga underarter finns listade i Catalogue of Life.